# Корсары III: Тайны дальних морей
Корсары III: Тайны дальних морей — глобальная неофициальная модификация к компьютерной игре «Корсары III», разработанной российской компанией «Акелла» и выпущенной в декабре 2005 года. Мод «Корсары III: Тайны дальних морей» разработан командой BGTeam и при поддержке игрового портала BestGamer.ru бесплатно распространяется через Интернет. 13 марта 2009 года, после двух лет работ, вышла финальная версия модификации.

## Главный герой
«Корсары III: Тайны дальних морей», в отличие от оригинальной игры, не предоставляет игроку возможность выбора персонажа. Это связано с тем, что основной идеей модификации являлось написание крепкой сюжетной линии для одного единственного героя, в то время как пассивный выбор персонажа в Корсары III фактически мало что менял в сюжетной истории.
Питер Блейк — неподходящее имя для испанского офицера. Но неисповедимы пути Господни: по воле судьбы отец Питера, англичанин, посвятил свою жизнь служению испанской короне, и ни разу не пожалел об этом. И когда пробил час, двенадцатилетний Питер прошагал рядом с отцом по залитым зноем мадридским улицам, чтобы войти в двери королевской военно-морской академии и навсегда связать свою жизнь с морем.

## Сюжет и игровой процесс
Действие игры начинается в 1675 году, в испанском портовом городе Сан-Себастьян в Европе. Молодой офицер Питер Блейк узнаёт о том, что его назначили капитаном на судно, отплывающее в Новый Свет. Прибыв на Карибы, Питер Блейк попадает в английскую тюрьму, где узнает о таинственных сокровищах, найти которые становится для него целью жизни. В поиске мистического клада герой повстречает множество колоритных персонажей, поучаствует в десятках авантюр, которые помогут Питеру разгадать тайну, скрывающуюся за этими сокровищами.
Сюжет игры не является обязательным, он не ограничивает игрока. Игрок может не выполнять сюжетные задания, а действовать по своему усмотрению: грабить мирные суда, нападать на нации, их корабли и форты, или же заниматься торговлей. Но основной упор при разработке игры делался именно на сюжетную линию и квестовое наполнение игры в целом.

## Техническая часть
«Корсары III: Тайны дальних морей» является глобальной модификацией, использующей игровой движок Storm 2.5 и ресурсы базовой игры — Корсары III. При разработке проекта были задействованы ресурсы и других игр серии «Корсары»: Корсары III: Сундук мертвеца, Корсары: Возвращение легенды, Корсары: Город потерянных кораблей.

## Оценки и отзывы
Русскоязычный игровой журнал «Навигатор Игрового Мира» в июньском выпуске (№ 6 2009—145) написал мини-обзор модификации и включил его в диск, поставляющийся вместе с журналом.

## Продолжения
3 июля 2009 года BGTeam объявила о начале работ над продолжением — Корсары: Тайны Дальних Морей 2, повествующей о продолжении приключений главного героя игры — Питера Блейка. Разработка ведётся на базе движка Storm 2.8 игры «Корсары: Город потерянных кораблей».